# Koulun (półwysep)
Koulun (chiń. upr. 九龙半岛; chiń. trad. 九龍半島; pinyin Jiǔlóng Bàndǎo; jyutping Gau2 lung4 Bun3 dou2; ang. Kowloon Peninsula) – półwysep w południowo-wschodnich Chinach, otoczony wodami Morza Południowochińskiego, większa część półwyspu leży na terytorium Hongkongu. Całkowita powierzchnia półwyspu wynosi ok. 700 km², w większości obejmuje tereny górzyste (400–600 m n.p.m.). Wybrzeże charakteryzuje się skalistymi przylądkami, niewielkimi zatoczkami oraz dużą liczbą wysp przybrzeżnych.